# قائمة الأرقام القياسية في رحلات الفضاء

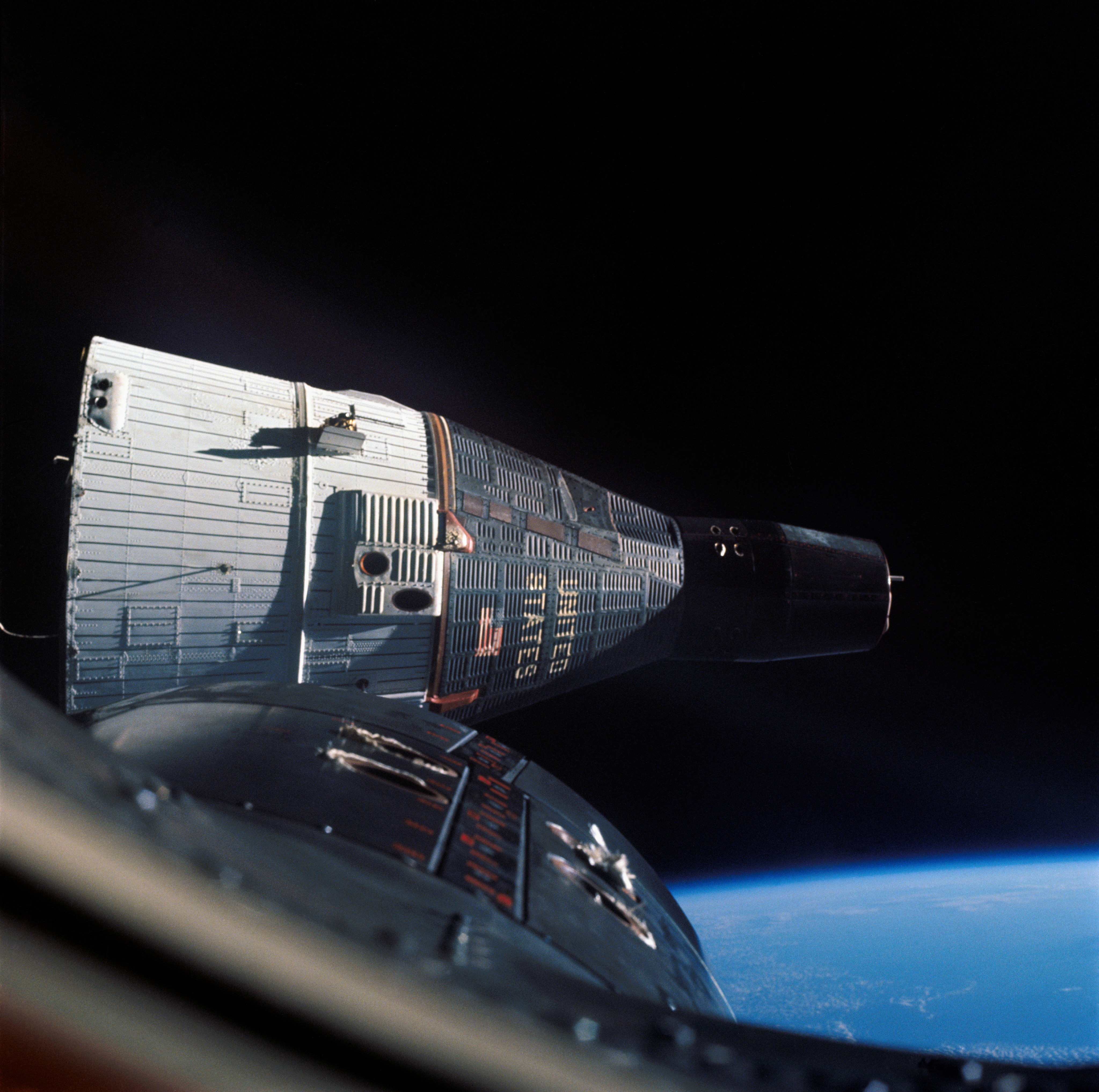
تم إنجاز أول التقاء في الفضاء بواسطة جمناي 6 إيه وجمناي 7 في عام 1965

وُثقت العديد من الأرقام القياسية واللحظات الريادية في رحلات الفضاء منذ بدايات هذا المجال في القرن العشرين. تنقسم الإنجازات في رحلات الفضاء إلى فئات مأهولة وغيرمأهولة. كما لوحظت السجلات التي تنطوي على رحلات فضائية للحيوانات في رحلات تجريبية سابقة، عادةً لإثبات جدوى إرسال البشر إلى الفضاء الخارجي.

## أول رحلة فضاء بشرية مستقلة شبه مدارية ومدارية حسب البلد
| دولة                                   | مهمة                             | طاقم العمل   | مركبة فضائية                    | مركبة الإطلاق      | تاريخ          | نوع            |
| -------------------------------------- | -------------------------------- | ------------ | ------------------------------- | ------------------ | -------------- | -------------- |
| اتحاد الجمهوريات الاشتراكية السوفياتية | فوستوك 1                         | يوري جاجارين | Vostok 3KA                      | Vostok-K           | 12 أبريل 1961  | المداري        |
| الولايات المتحدة الأمريكية             | Mercury-Redstone 3 ( Freedom 7 ) | آلان شيبرد   | المركبة الفضائية ميركوري رقم 7  | ميركوري ريدستون    | 5 مايو 1961    | المداري الفرعي |
| الولايات المتحدة الأمريكية             | ميركوري أطلس 6 ( فريندشيب 7 )    | جون جلين     | المركبة الفضائية ميركوري رقم 13 | أطلس LV-3B         | 20 فبراير 1962 | المداري        |
| الصين                                  | شنتشو 5                          | يانغ ليوي    | مركبة الفضاء شنتشو              | المسيرة الطويلة 2F | 15 أكتوبر 2003 | المداري        |